# Tempelhof (Haibach)
Tempelhof ist ein Weiler und ein Ortsteil der Gemeinde Haibach im niederbayerischen Landkreis Straubing-Bogen. Tempelhof liegt in 0,7 km Entfernung nordwestlich des Ortskerns von Haibach.

## Einwohnerentwicklung
| Jahr        | 1829 | 1838 | 1875 | 1885 | 1900 | 1925 | 1950 | 1961 | 1970 | 1987 |
| ----------- | ---- | ---- | ---- | ---- | ---- | ---- | ---- | ---- | ---- | ---- |
| Einwohner   |      | 19   | 14   | 16   | 10   | 17   | 29   | 17   | 16   | 8    |
| Wohngebäude | 3    |      | 6    | 3    | 3    | 2    | 2    | 3    |      | 3    |

Quelle:  (außer anders angegeben)

## Baudenkmäler
Siehe: Liste der Baudenkmäler in Tempelhof